# 9425 Marconcini
9425 Marconcini este un asteroid din centura principală de asteroizi.

## Descriere
9425 Marconcini este un asteroid din centura principală de asteroizi. A fost descoperit pe 14 februarie 1996 la Cima Ekar de Maura Tombelli și Ulisse Munari. Asteroidul prezintă o orbită caracterizată de o semiaxă mare de 2,32 ua, o excentricitate de 0,23 și o înclinație de 9,2° în raport cu ecliptica.